# Abingdon (Illinois)
Abingdon es una ciudad ubicada en el condado de Knox en el estado estadounidense de Illinois. En el año 2010 tenía una población de 3319 habitantes.

## Geografía
Abingdon se encuentra ubicada en las coordenadas 41°38′32″N 74°22′21″O / 41.64222, -74.37250.

## Demografía
Según la Oficina del Censo en 2000 los ingresos medios por hogar en la localidad eran de $35,64, y los ingresos medios por familia eran $40,33. Los hombres tenían unos ingresos medios de $31,04 frente a los $20,31 para las mujeres. La renta per cápita para la localidad era de $15,71. Alrededor del 9,9% de la población estaban por debajo del umbral de pobreza.